# Victor Balanant
Pour les articles homonymes, voir Balanant.
Victor Balanant, né le 3 juillet 1888 à Brest (Finistère) et mort le 17 août 1944 à Buzançais (Indre), est un homme politique français.

## Biographie
Il est élu en 1919 député du Finistère sur la Liste républicaine et démocratique d'union nationale, apparentée au Bloc national. Il est alors apparenté à l'Alliance démocratique. Militant démocrate-chrétien, il fait partie du Groupe des 14 qui, issu du Bureau d'action civique, donne naissance au premier groupe parlementaire démocrate-chrétien de France, le groupe des Démocrates ; ce groupe parlementaire donnera naissance au Parti démocrate populaire.
Battu aux élections législatives de 1928, il continue son action politique dans le journalisme. Engagé dans la Résistance pendant la Seconde Guerre mondiale, Victor Balanant décède à Buzançais en 1944 après un parachutage de grenades. Il sauve la vie de ses camarades menacés par l'explosion d'une caisse de munitions. Avant de mourir, il eut le temps de leur dire : « Mourir c'est servir » ; il est déclaré Mort pour la France.

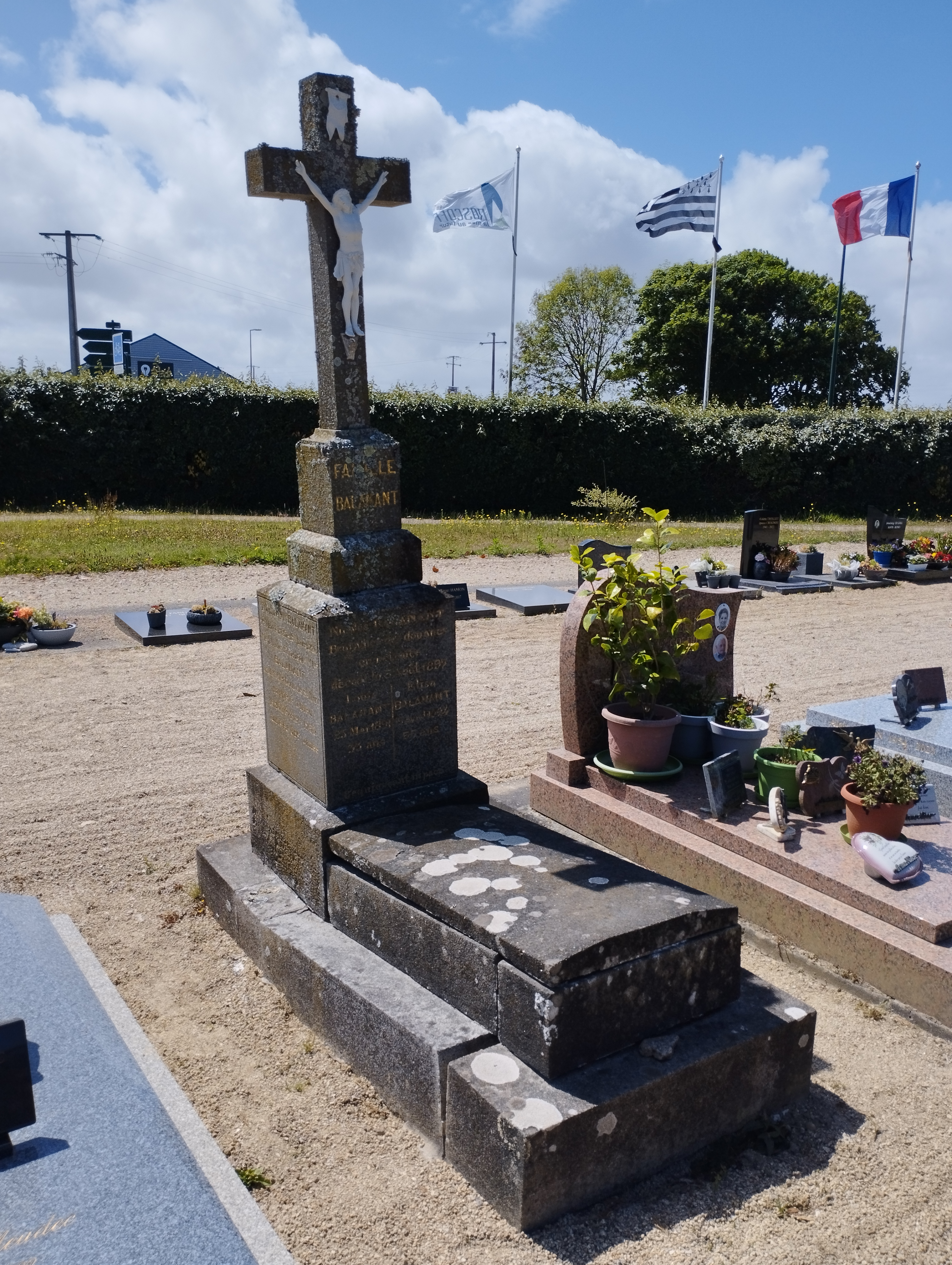
Tombe de Victor Balanant au cimetière de Kermenguy à Roscoff.

Il est inhumé au cimetière de Kermenguy de Roscoff (Finistère).

## Sources
- « Victor Balanant », dans le Dictionnaire des parlementaires français (1889-1940), sous la direction de Jean Jolly, PUF, 1960 [détail de l’édition]